# Phil Greene
Phillip Edward "Phil" Greene IV (Chicago, Illinois, 24 de octubre de 1992) es un baloncestista estadounidense que pertenece a la plantilla del Anwil Włocławek de la Polska Liga Koszykówki, la primera categoría del baloncesto polaco. Con 1,88 metros de estatura, juega en la posición de base .

## Trayectoria deportiva
Jugó  cuatro temporadas con los St. John's Red Storm y tras no ser elegido en el Draft de la NBA de 2015, firmó su primer contrato profesional en Turquía en las filas del Banvit Bandirma.
En la temporada 2015-16, jugaría en la LEGA Due en las filas del Derthona Basket, promediando una media de 16 puntos por encuentro.
En junio de 2017 fichó por el Scaligera Basket Verona de la Serie A2 italiana.
En julio de 2018 fichó por el Gaziantep BŞB S.K. de la liga turca.
En julio de 2020, regresa a Italia para jugar en las filas del Scaligera Basket Verona de la Serie A2 Este, la segunda categoría del baloncesto en Italia.
El 2 de agosto de 2021, firma por el Büyükçekmece Basketbol de la Türkiye Basketbol 1. Ligi.
El 29 de enero de 2022, firma por el P.A.O.K. BC de la A1 Ethniki.
En la temporada 2022-23, firma por el Anwil Włocławek de la Polska Liga Koszykówki, la primera categoría del baloncesto polaco.